# Rebecca Pidgeon
Rebecca Pidgeon (Cambridge, Massachusetts, Estados Unidos, 25 de octubre de 1965) es una cantante y actriz angloestadounidense.
Pidgeon, hija de un profesor escocés, se crio en Escocia. Se graduó en la escuela londinense Royal Academy of Dramatic Art. En los años 1980 formó parte de la banda británica de música Ruby Blue. Más tarde se mudaría a los Estados Unidos.
Pidgeon debutó en la obra de teatro de Broadway de David Mamet Old Neighborhood. Actuó en la película The Dawning (1988) junto a Anthony Hopkins, en el filme The Spanish Prisoner (1997) junto a Campbell Scott y Steve Martin y en la cinta Heist (2001) junto a Gene Hackman y Danny DeVito. En 1994 publicó su primer álbum en solitario The Raven, más tarde New York Girls' Club y en 1998 The Four Marys. En octubre de 2005 publicó el álbum Tough on Crime, en el que Billy Preston toca el teclado.
Pidgeon está casada desde 1991 con David Mamet y tiene dos hijos.

## Filmografía (selección)
- 1988: The Dawning
- 1989: She’s Been Away
- 1990: Homicide
- 1991: Uncle Vanya
- 1997: The Spanish Prisoner
- 1999: The Winslow Boy
- 2000: Catastrophe
- 2000: State and Main
- 2001: Heist
- 2005: Edmond
- 2005: Shopgirl
- 2006: Provoked: A True Story
- 2006-2007: The Unit (serie de televisión)
- 2007: Redbelt
- 2008: The Lodger
- 2010: Red

## Discografía
- 1994: The Raven, Chesky
- 1996: The New York Girls' Club, Chesky
- 1998: Four Marys, Chesky
- 2003: Retrospective, Chesky
- 2006: Tough on Crime, The Lab
- 2008: Behind the Velvet Curtain (banda sonora de la película "Redbelt")
- 2012: Slingshot
- 2013: Blue Dress On
- 2014: Bad Poetry